# UKW-Europa-Diplom

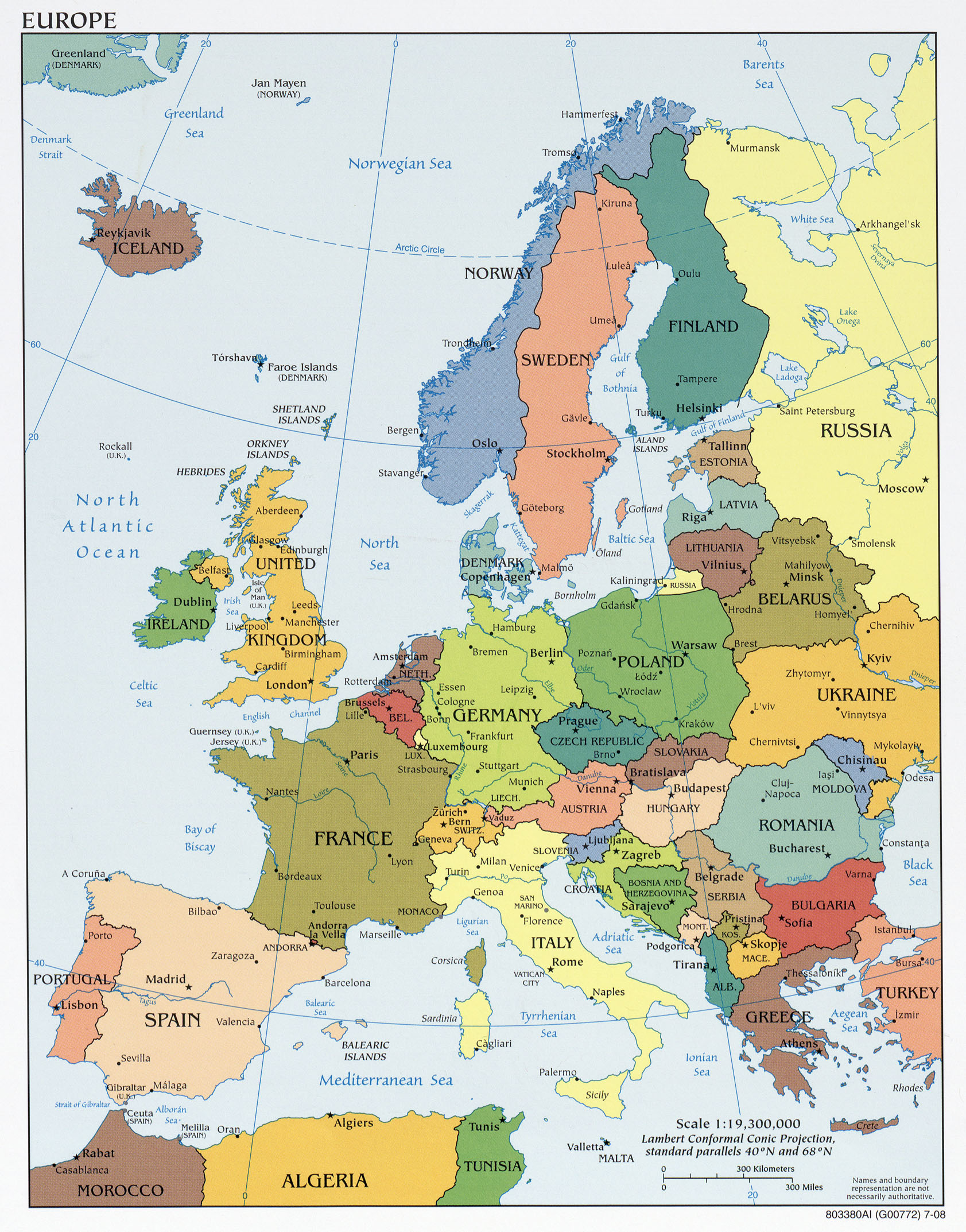
Die Länder Europas

UKW-Europa-Diplom (kurz UKW-EU-D) ist ein Amateurfunkdiplom, das von jedem lizenzierten Funkamateur erworben werden kann. Es wird vom Deutschen Amateur-Radio-Club (DARC), dem größten deutschen Amateurfunkverband, herausgegeben.

## Geschichte
Es geht hier darum, Funkamateure für besondere Leistungen auf den „hohen“ Frequenzen zu ehren, die entsprechend ihrer kurzen Wellenlängen traditionell als Ultrakurzwellen (UKW) bezeichnet werden. Für das Diplom zählen alle international festgelegte Amateurfunkbänder oberhalb von 50 MHz. Dazu gehören neben dem eigentlichen UKW-Band, also dem VHF-Bereich (Very High Frequency) bis 300 MHz (entsprechen 1 m Wellenlänge), auch der UHF-Bereich (Ultra High Frequency) bis 3 GHz (10 cm) und der Mikrowellenbereich mit Frequenzen oberhalb von 3 GHz.
Das UKW-EU-Diplom wird vom DARC an Funkamateure verliehen, die zweiseitige Funkverbindungen (QSOs) mit Amateurfunkstationen in möglichst vielen Ländern Europas geführt („gearbeitet“) haben. Die QSOs werden in der Regel durch QSL-Karten bestätigt und können so nachgewiesen werden. Für die Definition der Länder, genauer der Entitäten (englisch entities), ist die WAE-Länderliste maßgebend (siehe Weblinks).

## Klassen

QTH-Locator-Größtfelder in Europa mit Ausschnittsvergrößerung des Größtfeldes IO, das die Großfelder um die britischen Inseln zeigt.

Das Diplom wird in vier Stufen verliehen, deren Erreichen anhand nachfolgender Regeln gemessen wird. So wird bewertet, dass, ähnlich wie beim Diplom Worked All Europe (WAE), eine bestimmte Anzahl europäischer Länder erreicht wurde, und, dass möglichst große Entfernungen (DXen) überbrückt wurden. Dazu wird zwischen WAE- und QRB-Punkten unterschieden. Letztere bewerten die Entfernung. (Das Kürzel QRB ist im Amateurfunk ein üblicher Q-Schlüssel als Abkürzung für die Entfernung.)
Jedes erreichte Land, laut WAE-Länderliste, ergibt genau ein Mal einen WAE-Punkt. Darüber hinaus gibt es QRB-Punkte für die Entfernung zur Gegenstation. Befindet sich diese im eigenen QTH-Locator-Großfeld (Bild) dann gibt es einen einzigen QRB-Punkt. Für Stationen in den daran angrenzenden acht Großfeldern erhält man zwei QRB-Punkte. Der nächstgrößere „Ring“ mit sechzehn Großfeldern ergibt jeweils drei QRB-Punkte und so weiter. Um Entfernungen in Diagonal- und in Ost-West-Richtung, die tatsächlich weiter sind als in Nord-Süd-Richtung gerechter zu bewerten, gibt es noch sogenannte Bonus-Punkte, die den QRB-Punkten additiv aufgeschlagen werden.
Außerdem gibt es noch Multiplikatoren, mit denen die erzielten QRB-Punkte (einschließlich der Bonuspunkte) in Abhängigkeit vom benutzten Frequenzband multipliziert werden. Der Multiplikator ist eins (×1) für das 2-Meter-Band (entsprechend 144 MHz), zwei (×2) für das 70-Zentimeter-Band (432 MHz), drei (×3) für das 23-Zentimeter-Band (1296 MHz) und so weiter. Dementsprechend kann das Erreichen einer Diplomklasse überprüft werden:
- UKW-EU-D III mindestens 10 WAE- und 60 QRB-Punkte, also 70 Gesamtpunkte,
- UKW-EU-D II mindestens 15 WAE- und 95 QRB-Punkte, also 110 Gesamtpunkte,
- UKW-EU-D I mindestens 20 WAE- und 130 QRB-Punkte, also 150 Gesamtpunkte sowie
- UKW-EU-D-Trophy mindestens 30 WAE- und 300 QRB-Punkte also 330 Gesamtpunkte.[1]